# Desni Štefanki
Desni Štefanki is een plaats in de gemeente Lasinja in de Kroatische provincie Karlovac. De plaats telt 357 inwoners (2001).